# أرنولد سوترمايستر
أرنولد سوترمايستر (بالإنجليزية: Arnold Sutermeister) هو مهندس معماري أمريكي وسويسري، ولد في 11 يوليو 1830 في زوفينجن في سويسرا، وتوفي في 3 مايو 1907 في كانساس سيتي في الولايات المتحدة.